# Tajski solarni kalendar
Tajski ili tajlandski solarni kalendar, suriyakati (tajlandski: สุริยคติ), službeni i pretežiti kalendar u Tajlandu od kako ga je prihvatio kralj Chulalongkorn 1888. godine, premda se zapadni kalendar ponekad koristi u poslovne svrhe i prilično često u bankarstvu.

## Izgled (zidnog) kalendara
Tajski kalendari pokazuju i Budističku eru BE, พุทธศักรา Phuttasakarat), skraćeno Pho So (พ.ศ.); i kršćansku eru (คริสต์ศักราช, kritsakarat), skraćeno Kho So (ค.ศ.). Također pokazuju godine kršćanske ere kineskim brojevima i kineske lunarne nadnevke. Pošto se budistički sabati (dani odmora) (วันพระ Wan Phra) i mnogi kineski tradicionalni festivali određuju lunarnim nadnevcima, prikazuju se i nadnevci po lunarnom i kineskom kalendaru.
- Budin lik označava tajske sabate, Wan Pra; crvena tablica s bijelim kineskim znakovima označava dane mladog i punog Mjeseca, kako su u Kini izračunati.
- Nažvrljane plave figure (u ovom primjeru 078 na 15. i, gore lijevo, 538 na 19. i 2576 na 31.) označavaju nadnevke kada su izvučeni brojevi nacionalne lutrije.
- Lunarni nadnevci i Životinja godine bilježe se na krštenicama u Tajlandu, nakon službenog nadnevka. Tajlanđani računaju svoju starost po nizu Dvanaest životinja, iako se pred zakonom starost određuje po službenom kalendaru; npr. Kraljičin rođendan, 12. kolovoza, je praznik koji se također slavi i kao Dan tajlandskih majki.

## Era
Godine se računaju po budističkoj eri (B.E.), koja je 543 godine ranija od kršćanske ere A.D. To znači da 2025. godini n. e. odgovara 2568. B.E. Ova era počiva na odlasku (Parinibbana) Gautame Bude, što Tajci datiraju na 543. pr. n. e. (premda neki drugi izvori tvrde da je Buda umro 483. pr. n. e.). Ovo pravilo zbrajanja/oduzimanja 543 vrijedi samo od 1. siječnja 1941. godine.

## Ekvivalenti

### Mjeseci
Meseci su istovjetni kao u gregorijanskom kalendaru. Njihova imena potječu od Hindu imena za znake zodijaka. Imena tridesetodnevnih meseci završavaju se s -อายน -ayon, što potječe od sanskrtskog korijena -āyana, "dolazak..."; imena 31-dnevnih mjeseci se završavaju s -อาคม -akhom, od sanskrtskog -āgama s istim značenjem. Ime za veljaču se završava s -พันธ์ -phan, od sanskrtskog bandha - "okovan" ili "vezan". Dan dodat veljači u solarnoj prijestupnoj godini zove se Athikasuratin อธิกสุรทิน; respelovano radi lakšeg izgovora: อะทิกะสุระทิน.
| Hrvatski | Thai     | Skr.  | Transkripcija   | Sanskrtska riječ          | Zodijački znak |
| -------- | -------- | ----- | --------------- | ------------------------- | -------------- |
| Siječanj | มกราคม   | ม.ค.  | makarakhom      | makara "morsko čudovište" | Jarac          |
| Veljača  | กุมภาพันธ์  | ก.พ.  | kumphaphan      | kumbha "krčag"            | Vodenjak       |
| Ožujak   | มีนาคม    | มี.ค.  | minakhom        | mīna (jedna vrsta ribe)   | Ribe           |
| Travanj  | เมษายน   | เม.ย. | mesayon         | meṣa "ovan"               | Ovan           |
| Svibanj  | พฤษภาคม  | พ.ค.  | pruetsaphakhom  | vṛṣabha "bik"             | Bik            |
| Lipanj   | มิถุนายน   | มี.ย.  | mithunayon      | mithuna "par"             | Blizanci       |
| Srpanj   | กรกฎาคม  | ก.ค.  | karakadakhom    | karkaṭa "rak"             | Rak            |
| Kolovoz  | สิงหาคม   | ส.ค.  | singhakhom      | siṃha "lav"               | Lav            |
| Rujan    | กันยายน   | ก.ย.  | kanyayon        | kanyā "djevojka"          | Djevica        |
| Listopad | ตุลาคม    | ต.ค.  | tulakhom        | tulā "vaga"               | Vaga           |
| Studeni  | พฤศจิกายน | พ.ย.  | pruetsachikayon | vṛścika "škorpija"        | Škorpion       |
| Prosinac | ธันวาคม   | ธ.ค.  | thanwakhom      | dhanu "luk"               | Strijelac      |

### Dani u tjednu
Tjedan je สัปดาห์ ili สัปดาหะ, što se izgovara สับ-ดา sàb-da, สับ-ปะ-ดา sàb-phà-daa, ili สับ-ดา-หะ sàb-da-hà. Naziv potječe od sanskrtske riječi za "sedam", On-line Royal Institute Dictionary  Arhivirana inačica izvorne stranice od 3. ožujka 2009. (Wayback Machine) (ORID) danas definira tjedan kao sedmodnevno razdoblje koje počinje u nedjelju i završava se subotom. U lunarnom kalendaru, međutim, radi se o 7-, 8- i ređe 9-dnevnom intervalu između kvartilnih mjesečevih mijena; tj. od jednog วันพระ wan prà do drugog.
Dani u tjednu nazvani su po Suncu, Mjesecu i prijevodu imena pet klasičnih planeta, isto kao u gregorijanskom kalendaru.
| Hrvatski    | Thai     | Transkripcija         | Sanskrtska riječ | Planet  |
| ----------- | -------- | --------------------- | ---------------- | ------- |
| Nedjelja    | วันอาทิตย์  | wan athit             | Aditya           | Sunce   |
| Ponedjeljak | วันจันทร์   | wan chan              | Chandra          | Mjesec  |
| Utorak      | วันอังคาร  | wan angkhan           | Angaraka         | Mars    |
| Srijeda     | วันพุธ     | wan phut              | Budha            | Merkur  |
| Četvrtak    | วันพฤหัสบดี | wan pharuehat(sabodi) | Brihaspati       | Jupiter |
| Petak       | วันศุกร์    | wan suk               | Shukra           | Venera  |
| Subota      | วันเสาร์   | wan sao               | Shani            | Saturn  |

Primjedba: Prikazane boje tradicionalne su tajlandske rođendanske boje povezane s danima u tjednu: crvena, žuta, ružičasta, zelena, narančasta, plava, purpurna.

## Povijest
Kalendar je 1888. dekretom uveo kralj Chulalongkorn (Rama V.), zvao se Ratana Kosindra Sok (รัตนโกสินทรศก), i bio je skoro istovjetan zapadnom gregorijanskom kalendaru. Međutim, godine su se brojile u odnosu na nadnevak osnivanja Bangkoka (Ratana Kosindra), 6. travnja 1782. (prvi dan godine 1 ere Ratana Kosindra (รัตนโกสินทร์ศักราช), skr. (ร.ศ.) ro so); to je istodobno bio i nadnevak osnivanja i danas vladajuće dinastije Chakkri. Kralj Vajiravudh (Rama VI.) je promijenio brojenje godina na budističku eru (B.E.) 1912. i utvrdio početak godine na 1. travnja.
U vrijeme kada je Drugi svjetski rat bio na vidiku, 1941. (2484. B.E.), premijer Plaek Phibunsongkhram dekretom je odredio 1. siječnja za službeni početak nove godine (zbog čega je 2483. B.E. imala samo devet mjeseci). Prilikom pretvaranja nadnevaka prije te godine, treba provjeriti radi li se o nadnevku između 1. siječnja i 31. ožujka: ako je tako onda treba dodati ili oduzeti 542 od broja godina umjesto 543.
| Mjesec | 1–3   | 4–6   | 7–9   | 10–12 | 1–3   | 4–6   | 7–9   | 10–12 | 1–3   | 4–6   | 7–9   | 10–12 | 1–3   | 4–6   | 7–9   | 10–12 |
| A.D.   | 1939. | 1939. | 1939. | 1939. | 1940. | 1940. | 1940. | 1940. | 1941. | 1941. | 1941. | 1941. | 1942. | 1942. | 1942. | 1942. |
| B.E.   | 2481. | 2482. | 2482. | 2482. | 2482. | 2483. | 2483. | 2483. | 2484. | 2484. | 2484. | 2484. | 2485. | 2485. | 2485. | 2485. |

Danas su u službenom kalendaru praznici i međunarodna Nova godina (1. siječnja), a također i proslave tradicionalne Tajlandske Nove godine (Songkran (สงกรานต์) - 13. – 15. travnja). Budističke i kineske proslave koje su državni praznici (uključujući i Kinesku Novu godinu), i dalje se računaju po lunarnom kalendaru, što znači da se njihovi nadnevci mijenjaju svake godine u odnosu na solarni kalendar.